# Eumiopteryx bicentenaria
Eumiopteryx bicentenaria är en bönsyrseart som beskrevs av Toledo Piza 1991. Eumiopteryx bicentenaria ingår i släktet Eumiopteryx och familjen Thespidae. Inga underarter finns listade i Catalogue of Life.